# 朴光龍
朴 光龍（パク・グァンリョン、박광룡、1992年9月27日 - ）は、朝鮮民主主義人民共和国・平壌直轄市出身のサッカー選手。サッカー朝鮮民主主義人民共和国代表。ポジションはフォワード（FW）。

## 経歴

### クラブ
18歳でスイス2部に所属するFCヴィル1900に移籍するが、外国人枠が別の選手で埋まってしまい公式戦での出場は無し。しかし半年後の2011年6月にスイス・スーパーリーグ(1部)の名門で当時UEFAチャンピオンズリーグの常連であったFCバーゼルに練習参加。主力FWのマルコ・シュトレラーやアレクサンダー・フライの後継者として育てる意向を示した同クラブと5年契約を結ぶ。FCバーゼルでのデビュー戦となったウェストハム・ユナイテッドFC戦で初得点を決める。
前ヴィッセル神戸の監督のトルステン・フィンクの下、18歳9ヶ月でスイス・スーパーリーグ1部でのデビューを（BSCヤングボーイズ戦）、18歳11ヶ月でUEFAチャンピオンズリーグでのデビューを果たす（FCオツェルル・ガラツィ戦）。
しかしスイス代表の通算最多得点記録の保持者であるアレクサンダー・フライからポジションを奪うのは容易ではなく国内リーグのクラブへのレンタルが続く。レンタル先のACベッリンツォーナでは17試合に出場し7得点4アシスト、FCファドゥーツでは52試合13得点6アシスト、FCビール/ビエンヌでは19試合で8得点4アシストを記録した。
2016年1月、FCローザンヌ・スポルトに完全移籍、公式戦40試合に出場し11得点4アシストを記録した。
2017年8月、オーストリア・ブンデスリーガ1部のSKNザンクト・ペルテンに完全移籍。2年契約を結び、2019年2月に契約の延長が発表された。

### 代表
北朝鮮代表選手としてのデビューは2009年12月に行われたマリ代表戦。2014 ワールドカップ予選では日本代表と対戦した両試合で鄭大世らと共に出場している。
その後、AFCアジアカップ2015、2018 FIFAワールドカップ予選、AFCアジアカップ2019予選、AFCアジアカップ2019で主力フォワードとして出場。2022 FIFAワールドカップ予選では2019年11月19日にレバノン代表と対戦、FC東京所属のDFジョアン・オマリともマッチアップしている。

## タイトル
FCバーゼル
- スイス･スーパーリーグ1部 優勝：2011-12
- スイス・カップ 優勝：2011-12
- ウーレンカップ 優勝：2011

FCローザンヌ・スポルト
- スイス・チャレンジリーグ 優勝：2015-16

FCファドゥーツ
- リヒテンシュタイン・カップ 優勝：2013-14, 2014-15

代表
- AFCチャレンジカップ 優勝：2010
- アジア競技大会 準優勝：2014